# Bökstastenen
Bökstastenen, med signum U 855, är en vikingatida runsten som finns på norra sidan om vägen mellan Böksta och Balingsta, vid avtagsvägen till Risslinge, i Uppland. Stenen är berömd för sitt bildinnehåll. Bland annat hittar man där vad som sägs vara den äldsta bevarade avbildningen av en skidlöpare. 

## Inskriften

### Inskriften i runor
Translitterering av runraden:
· inki-... [a]uk : iuker [:] þau : litu : raisa · stain : þina : a[t] · ais[t ·] sun · sin : ernfastr · auk · þaiʀ · (b)ryþr · raist[u] · at · bru... ...
Normalisering till runsvenska:
Ingi... ok Iogærðr þau letu ræisa stæin þenna at Æist, sun sinn, Ærnfastr ok þæiʀ brøðr ræistu at bro[ður sinn].
Översättning till nusvenska:
Inge-... och Jogard de läto resa denna sten efter Est, sin son. Ärnfast och bröderna reste (den) efter sin broder.

## Motivet
Inuti runslingan finns en detaljrik framställning. Skidlöparen på vänstra sidan håller båge och pil i handen. Den största figuren visar en ryttare med spjut. På högra sidan ristningen syns två mindre djur som jagar ett hornprytt djur, kanske två hundar som jagar en älg eller en hjort. En fågel, förmodligen en dresserad jaktfågel, har slagit sina klor i älgen/hjortens huvud, ytterligare en fågel syns uppe ovanför runslingan.
Scenen brukar tolkas som en älgjakt, det är dock inte säkert att det rör sig om en vanlig jakt då man vanligtvis inte bedrev älgjakt till häst och särskilt inte på vintern. Skidlöparen kan tolkas som jaktguden Ull då skidor och pil med båge är Ulls attribut. Om skidlöparen är Ull så är det tänkbart att även den skäggprydde mannen med spjut som rider på en hingst skall tolkas mytologiskt. Det skulle kunna vara Oden åtföljd av sina ulvar och korpar. Bilden kan samtidigt tolkas som en framställning av jakten som idé. Det finns heller inga referenser till kristendom.

## Stenen och dess historia
Stenen består av grå granit, dess höjd är 2,6 meter och dess bredd är 2,2 meter. Runhöjden är 11 centimeter. Den är sprucken i fem större block som åter ihopfogats. Det är inte känt vem runristaren var men ristningen är utförd av en skicklig konstnär som inte var van att arbeta med sten, utan med trä.
Johannes Bureus var den förste som undersökte stenen, som då fanns "Vti Balningzstada Prästeäng". Senare beskrevs stenen fortfarande på samma plats, men sönderslagen i fem delar. I rannsakningarna sades att en del var inmurad i kyrkogårdsmuren, vilket bekräftades av Johan Hadorph som angav att de andra delarna låg på Balingstas prästäng, mitt emot gården Böksta. Även Richard Dybeck skrev 1857 att fyra delar låg kvar på ängen, men han kunde inte hitta den femte delen i muren. 1864 flyttades de fyra delarna ut till sin nuvarande plats vid vägen och sammanfogades. Stenens förmodligen ursprungliga placering bör ha varit ungefär hundra meter söder om nuvarande placering, ute på ängen (åkern) som ligger söder om vägen som stenen nu står norr om. Ristningsytan har varit vänd mot söder mot en väg som inte längre finns kvar.
Den femte delen av Bökstastenen var försvunnen fram till 2004 då den återfanns vid grävningsarbeten vid grindstolparna till Balingsta kyrka. Den saknade delen togs upp och Bökstastenen blev kompletterad.

## Bildgalleri

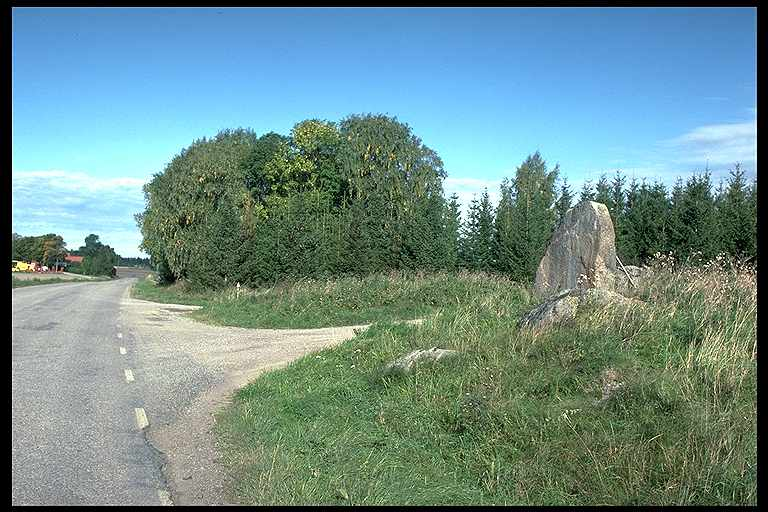
Stenens placering vid vägen
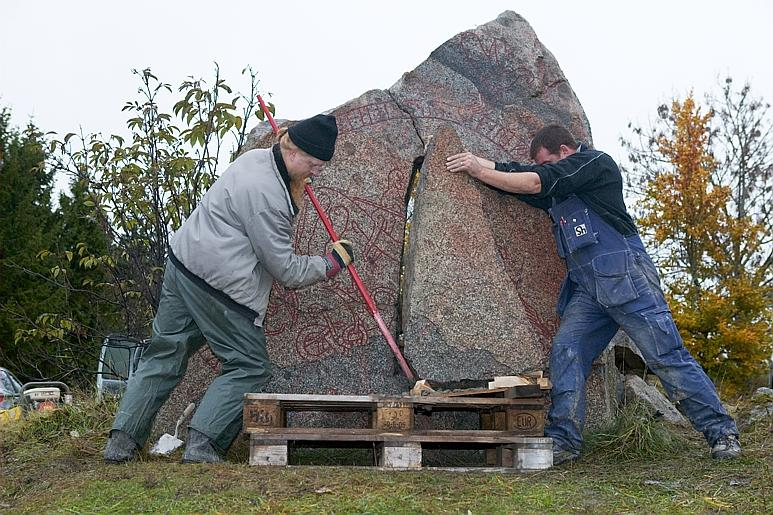
Insättningen av den tidigare saknade delen (2004)
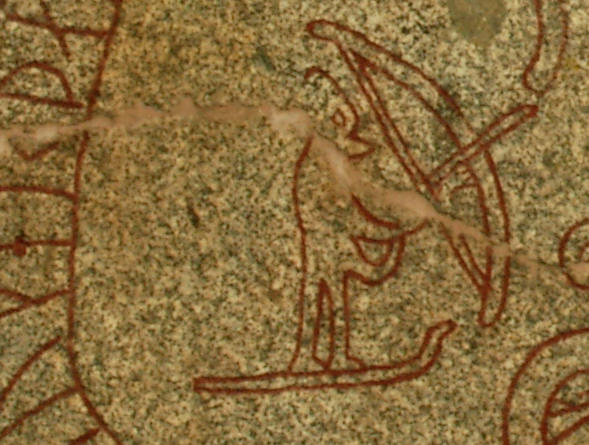
Detalj som troligen visar jaktguden Ull med pil och båge på skidor